# Davide De Pretto
Davide De Pretto (ur. 19 kwietnia 2002 w Thiene) – włoski kolarz szosowy.

## Osiągnięcia
Opracowano na podstawie:

2019
- 3. miejsce w Gran Premio Sportivi di Sovilla
- 2. miejsce w Gran Premio dell’Arno

2022
- 2. miejsce w Giro del Medio Brenta
- 3. miejsce w mistrzostwach Europy U23 (start wspólny)
- 2. miejsce w GP Capodarco

## Rankingi
| Rok             | 2022 | 2023 | 2024 |
| --------------- | ---- | ---- | ---- |
| World Ranking   | 436. | 518. | 200. |
| UCI Europe Tour | 348. | -    | -    |
|                 |      |      |      |
| Źródło: UCI     |      |      |      |